# Tchan Jen-kchaj
Tchan Jen-kchaj (čínsky: 譚延闓; 25. ledna 1880 Chang-čou – 22. září 1930 Nanking) byl čínský politik, představitel Kuomintangu. V letech 1928 až 1930 stál v čele vlády a zároveň byl osm měsíců hlavou státu.

## Život
Byl synem čchingského ministra Tan Čung-lina. V březnu 1904 složil úřednickou zkoušku a v dubnu téhož roku byl jmenován učencem Akademie Chan-lin. V červenci téhož roku se však do Chu-nanu vrátil. V roce 1905 se stal ředitelem Akademie Mingde, první soukromé střední školy v provincii Chu-nan.
Vstoupil do Konstitucionalistické strany Liang Čchi-čchaa a usiloval s ní o parlamentarismus a konstituční monarchii. Když se strana po sinchajské revoluci přejmenovala na Pokrokovou stranu, stal se jejím vůdcem a vojenským guvernérem své domovské provincie Chu-nan. Posléze ale přestoupil do Čankajškova Kuomintangu (byl členem wu-chanské levicové frakce Kuomintangu vedené Wang Ťing-wejem).
Během Sunjatsenova pokusu o svržení prezidenta Jüan Š'-kchaje během tzv. druhé revoluce v roce 1913 zůstal neutrální, ale Jüan ho přesto odstranil. Po Jüanově smrti se Tchan vrátil k moci a v roce 1917 vedl svou provincii k odporu proti Pej-jangské armádě ve válce na ochranu ústavy, díky níž Sunjatsen udržel Kanton. Pokusil se tehdy stát průkopníkem federalismu. Ale jeho podřízení ho brzy donutili k rezignaci. Když byl Čchen Ťiong-ming vyhnán z Kantonu, byl Tchan Sunjatsenem jmenován ministrem vnitra v jeho alternativní vládě oponující vládě v Pekingu.
Roku 1924, kdy byl Tchang zvolen členem Ústředního výkonného výboru Kuomintangu, se Kuomintang vydal na tzv. severní pochod, což bylo vojenské tažení, jež mělo svrhnout warlordy v Pekingu. Roku 1928 se Tchan postavil do čela první nacionalistické vlády. Tchan byl první mezinárodně uznanou kuomintangskou hlavou státu. Spojené státy byly první velmocí, která ho uznala (1. října 1928). Na pozici hlavy státu (prezidenta) ho rychle nahradil Čankajšek, ale premiérský post Tchan držel až do smrti v roce 1930.
Jeho dcera si vzala generála Čchen Čchenga.